# Европско првенство у атлетици на отвореном 1990 — бацање копља за жене
Бацање копља у женској конкуренцији на Европском првенству у атлетици 1990. у Сплиту, одржано је 29. и 30. августа на стадиону Пољуд.
Титулу освојену 1986. у Штутгарту, није бранила Фатима Вајтбред из Уједињеног Краљевства.

## Земље учеснице
Учествовало је 19 такмичарки из 10 земаља. 
1. Бугарска (1)
2. Грчка (1)
3. Западна Немачка (2)
4. Источна Немачка (3)
5. Мађарска (2)
6. Румунија (1)
7. Совјетски Савез (2)
8. Уједињено Краљевство (3)
9. Финска (3)
10. Француска (1)

## Рекорди
| Рекорди пре почетка Европског првенства 1990. | Рекорди пре почетка Европског првенства 1990. | Рекорди пре почетка Европског првенства 1990. | Рекорди пре почетка Европског првенства 1990. | Рекорди пре почетка Европског првенства 1990. |                    |
| --------------------------------------------- | --------------------------------------------- | --------------------------------------------- | --------------------------------------------- | --------------------------------------------- | ------------------ |
| Светски рекорд                                | Петра Фелке                                   | Источна Немачка                               | 80,00                                         | Потсдам, Источна Немачка                      | 9. септембар 1988. |
| Европски рекорд                               | Петра Фелке                                   | Источна Немачка                               | 80,00                                         | Потсдам, Источна Немачка                      | 9. септембар 1988. |
| Рекорди Европских првенстава                  | Фатима Вајтбред                               | Уједињено Краљевство                          | 77,44                                         | Штутгарт, Западна Немачка                     | 28. август 1986.   |

## Освајачи медаља
|                        |                              |                             |
| Пејви Алафранти Финска | Карен Форкел Источна Немачка | Петра Фелке Источна Немачка |

## Резултати

### Квалификације
У квалификацијама такмичарке су биле подељене у две групе.
| Пласман | Група | Такмичарка         | Земља                | Време   | Белешке |
| ------- | ----- | ------------------ | -------------------- | ------- | ------- |
| 1.      | А     | Brigitte Graune    | Западна Немачка      | 64,18   |         |
| 2.      | А     | Зилке Ренк         | Источна Немачка      | 63,36   |         |
| 3.      | А     | Петра Фелке        | Источна Немачка      | 63,22   |         |
| 4.      | Б     | Тина Лилак         | Финска               | 62,62   |         |
| 5.      | А     | Каталин Хартаи     | Мађарска             | 61,60   |         |
| 6.      | Б     | Тес Сандерсон      | Уједињено Краљевство | 60,66   |         |
| 7.      | Б     | Ингрид Тисен       | Западна Немачка      | 60,02 м |         |
| 8.      | А     | Наталија Шоколенко | Совјетски Савез      | 59,92 м |         |
| 9.      | А     | Ана Верули         | Грчка                | 59,36   |         |
| 10.     | Б     | Карен Форкел       | Источна Немачка      | 59,28   |         |
| 11.     | А     | Антонија Селенска  | Бугарска             | 58,72   |         |
| 12.     | Б     | Жужа Маловец       | Мађарска             | 58,48   |         |
| 13.     | Б     | Наталија Черњенко  | Совјетски Савез      | 57,46   |         |
| 14.     | Б     | Надин Озел         | Француска            | 56,88   |         |
| 15.     | Б     | Шерон Гибсон       | Уједињено Краљевство | 55,98   |         |
| 16.     | А     | Аманда Ливертон    | Уједињено Краљевство | 55,44   |         |
| 17.     | А     | Хели Рантанен      | Финска               | 54,02   |         |
|         | Б     | Пејви Алафранти    | Финска               | БП      | КВ**    |
|         | А     | Фелича Тиља        | Румунија             | 60,96   | ДИСК.*  |

*: Фелича Тиља се као шеста пласирала у финале (60,96), али је дисквалификована због допинага.

**: Сва три покушаја у квалификацијама Пејви Алафранти су првобитно поништава иако је у једном мерењу копље пало прво врхом. После протеста званичника финске екипе и видео инспекције, одлука судијског жирија је поништена јер је показало да се врх копља ударио у земљу, па је Алафранти дозвољено да се такмичи у финалу.

### Финале
| Пласман | Такмичарка         | Земља                | Резултат | Белешка  |
| ------- | ------------------ | -------------------- | -------- | -------- |
|         | Пејви Алафранти    | Финска               | 67,68    |          |
|         | Карен Форкел       | Источна Немачка      | 67,56    |          |
|         | Петра Фелке        | Источна Немачка      | 66,56    |          |
| 4       | Зилке Ренк         | Источна Немачка      | 64,76    |          |
| 5       | Каталин Хартаи     | Мађарска             | 63,52    |          |
| 6       | Ингрид Тисен       | Западна Немачка      | 61,84    |          |
| 7       | Антонија Селенска  | Бугарска             | 61,24    |          |
| 8       | Ана Верули         | Грчка                | 59,32    |          |
| 9       | Тина Лилак         | Финска               | 58,80    |          |
| 10      | Brigitte Graune    | Западна Немачка      | 58,54    |          |
| 11      | Тес Сандерсон      | Уједињено Краљевство | 57,56    |          |
| 12      | Наталија Шоколенко | Совјетски Савез      | 53,98    |          |
|         | Фелича Тиља        | Румунија             | 58,80    | ДИСК.*** |

***: Фелича Тиља рангирана на 9 место (58,80 м), али је дисквалификована због допинага.